# Кузьменко Костянтин Олегович
Костянти́н Оле́гович Кузьме́нко — старший солдат підрозділу Збройних Сил України, учасник російсько-української війни, який загинув у ході російського вторгнення в Україну в 2022 році.

## Життєпис
Народився в 1985 році в м. Краматорську, а згодом з родиною переїхав до м. Слов'янська Донецької області.
У 2010-х роках працював на залізниці машиністом, водив локомотиви вантажних потягів. Після окупації м. Слов'янська в 2014 року «озвірілі і п'яні солдати-загарбники грабували магазини, нищили торгові центри і автосалони, захоплювали адміністративні будівлі…». Тому після звільнення міста в 2014 році, за першої нагоди, став на захист України у складі 30-тої окремої механізованої бригади імені князя Костянтина Острозького. Займав посаду кулеметника, а згодом завдяки власній професійності та вимогливості до себе, зайняв посаду старшого техніка роти. Займався ремонтом озброєння та будь-якої техніки, яка під час бойових дій виходила із ладу. Був першокласним фахівцем, технічним спеціалістом, консультував своїх побратимів щодо ремонту та обслуговування техніки. До нього часто зверталися за професійною порадою.
Загинув 25 березня 2022 року в боях з російськими окупантами в ході відбиття повномасштабного російського вторгнення в Україну.

## Родина
У родині залишилися дружина та двоє маленьких донечок.

## Нагороди
- Орден «За мужність» III ступеня (2022, посмертно) — за особисту мужність і самовіддані дії, виявлені у захисті державного суверенітету та територіальної цілісності України, вірність військовій присязі [4].
- Почесний громадянин Слов'янська (посмертно).[5]